# Armed Country
Armed Country é um browser game de Estratégia em tempo real. Sua principal missão é defender seu país e torná-lo uma potência militar, para isso você pode construir e expandir edifícios, evoluir as instalações militares e de pesquisa, recrutar soldados, fabricar veículos militares, criar relações comerciais com países vizinhos, estabelecer alianças, declarar guerra contra um país ou a uma aliança inimiga e realizar ataques coordenados.

## História
O Armed Country se passa após um grande ataque que devastou seu país. Você, o presidente e outros conselheiros conseguiram escapar para o Centro de Comando escondido nas montanhas.
Após seu alistamento como recruta, sua primeira missão era acompanhar o presidente em todos os seus compromissos, por esse motivo você está a salvo no Centro de Comando.
O presidente determinado a reerguer o país, enviou uma mensagem para seus inimigos: "Preparem-se, pois nós estamos apenas começando."
Com ajuda do presidente e de seus conselheiros você terá a oportunidade de reescrever a história do seu país.

## Desenvolvimento
Armed Country é um jogo independente e encontra-se em desenvolvimento.